# Calcio Padova 2001-2002
Questa pagina raccoglie i dati riguardanti il Calcio Padova nelle competizioni ufficiali della stagione 2001-2002.

## La stagione
Nella stagione 2001-2002 il Padova neo-promosso, disputa il girone A del campionato di serie C1, nel quale ha uno stentato inizio di stagione, cogliendo la prima vittoria in campionato solo alla 12ª giornata. Una sconfitta in casa (0-2) contro il Lecco il 5 novembre costa la panchina al mister della promozione Franco Varrella, sostituito da Pierluigi Frosio. Prima della sosta natalizia la squadra subisce una pesante sconfitta (5-1) a Lumezzane. La squadra biancoscudata hiude il girone di andata con 16 punti in quint'ultima posizione. La situazione in classifica migliora in primavera, permettendo al Padova di concludere il torneo con il 9º posto finale, con un bottino di 44 punti. Nella Coppa Italia di Serie C la squadra patavina disputa il girone D di qualificazione, che ha promosso ai sedicesimi la Triestina.
Ma il fatto dell'anno è la mancata fusione con il Cittadella, allora militante in serie B: nel giugno 2001 le due società arrivano a un passo dall'accordo, ma la trattativa si interrompe bruscamente per la forte contrarietà delle tifoserie all'unione dei due club.

## Rosa
| N. |                      | Ruolo | Calciatore                 |
| -- | -------------------- | ----- | -------------------------- |
|    | Italia (bandiera)    | P     | Alessio Bandieri           |
|    | Italia (bandiera)    | P     | Roberto Colombo            |
|    | Italia (bandiera)    | P     | Fabio Finucci              |
|    | Italia (bandiera)    | P     | Mauro Morello              |
|    | Italia (bandiera)    | P     | Nicola Riato               |
|    | Brasile (bandiera)   | D     | Robert Anderson Cavalheiro |
|    | Italia (bandiera)    | D     | Paolo Antonioli            |
|    | Italia (bandiera)    | D     | Daniele Gastaldello        |
|    | Italia (bandiera)    | D     | Manuel Marcuz              |
|    | Italia (bandiera)    | D     | Pietro Mariniello          |
|    | Italia (bandiera)    | D     | Alessandro Orlando         |
|    | Italia (bandiera)    | D     | Valeriano Recchi           |
|    | Italia (bandiera)    | D     | Marco Sadocco              |
|    | Italia (bandiera)    | D     | Giovanni Serao             |
|    | Danimarca (bandiera) | D     | Dan Thomassen              |
|    | Italia (bandiera)    | D     | Tommaso Toffanin           |
|    | Italia (bandiera)    | C     | Andrea Bergamo             |

| N. |                      | Ruolo | Calciatore           |
| -- | -------------------- | ----- | -------------------- |
|    | Italia (bandiera)    | C     | Pier Paolo Caminati  |
|    | Italia (bandiera)    | C     | Felice Centofanti    |
|    | Italia (bandiera)    | C     | Alessandro Ferronato |
|    | Danimarca (bandiera) | C     | Thomas Fig           |
|    | Italia (bandiera)    | C     | Matteo Merloni       |
|    | Italia (bandiera)    | C     | Emanuele Pellizzaro  |
|    | Italia (bandiera)    | C     | Alessio Pirri        |
|    | Italia (bandiera)    | C     | Lorenzo Rossetti     |
|    | Italia (bandiera)    | C     | Mariano Sotgia       |
|    | Italia (bandiera)    | C     | Renzo Tasso          |
|    | Italia (bandiera)    | C     | Davide Vascotto      |
|    | Italia (bandiera)    | A     | Cristian Baglieri    |
|    | Italia (bandiera)    | A     | Ciro Ginestra        |
|    | Italia (bandiera)    | A     | Luca Lugnan          |
|    | Italia (bandiera)    | A     | Andrea Maniero       |
|    | Italia (bandiera)    | A     | Michele Pietranera   |
|    | Italia (bandiera)    | A     | Davide Sinigaglia    |

## Risultati

### Serie C1

#### Girone di andata
| Arbitro: | Banti (Livorno) |

|                   |           |                |
| Botteghi 17’, 67’ | Marcatori | 38’ Pietranera |

| Arbitro: | Nicoletti (Macerata) |

|             |           |                    |
| Tasso 90+1’ | Marcatori | 26’, 90+3’ Minetti |

| Arbitro: | Santucci (Reggio Calabria) |

|           |           |                |
| Santin 1’ | Marcatori | 35’ Pietranera |

| Arbitro: | Giachero (Pinerolo) |

|                       |           |                    |
| Centofanti 32’ (rig.) | Marcatori | 24’ (rig.) Bonazzi |

| Arezzo 30 settembre 2001 5ª giornata | Arezzo               | 0 – 0 | Padova | Stadio Città di Arezzo\| Arbitro: \| Lambertini (Bologna) \| |
| Arbitro:                             | Lambertini (Bologna) |       |        |                                                              |

| Arbitro: | Liberti (Genova) |

|                |           |                  |
| A. Maniero 71’ | Marcatori | 90+2’ Abbruscato |

| Arbitro: | Ferraro (Crotone) |

|  |           |                  |
|  | Marcatori | 29’ De Francesco |

| Arbitro: | Santucci (Reggio Calabria) |

|                           |           |              |
| Ganci 1’, 61’ M. Gori 54’ | Marcatori | 86’ Rossetti |

| Arbitro: | Cenni (Imola) |

|              |           |                |
| Saverino 56’ | Marcatori | 30’ Pietranera |

| Arbitro: | Lops (Torino) |

|  |           |                      |
|  | Marcatori | 6’ Loria 32’ Cavalli |

| Arbitro: | Saveri (Viterbo) |

|                                 |           |                                      |
| Carruezzo 8’, 70’, 90+2’ (rig.) | Marcatori | 18’ (rig.) Centofanti 49’ Pietranera |

| Arbitro: | D'Aguanno (Marsala) |

|                       |           |  |
| Centofanti 25’ (rig.) | Marcatori |  |

| Arbitro: | Valensin (Milano) |

|            |           |                      |
| Bettoni 5’ | Marcatori | 15’ (aut.) Chiaretti |

| Arbitro: | Brunialti (Trento) |

|               |           |  |
| Ferronato 43’ | Marcatori |  |

| Arbitro: | Bergonzi (Genova) |

|                       |           |                |
| Gasbarroni 17’ (rig.) | Marcatori | 86’ Sinigaglia |

| Arbitro: | Giannoccaro (Lecce) |

|                                 |           |              |
| Centofanti 9’ (rig.) Sinigaglia | Marcatori | 74’ Caverzan |

| Arbitro: | Zanzi (Lugo di Romagna) |

|                                           |           |                |
| Ghizzani 8’ Sella 34’ Buscè 36’, 43’, 47’ | Marcatori | 44’ Pietranera |

#### Girone di ritorno
| Padova 6 gennaio 2002 18ª giornata | Padova           | 0 – 0 | SPAL | Stadio Euganeo\| Arbitro: \| Rocchi (Firenze) \| |
| Arbitro:                           | Rocchi (Firenze) |       |      |                                                  |

| Arbitro: | Rubino (Salerno) |

|                              |           |                              |
| Cherubini 25’ Mussi 38’, 83’ | Marcatori | 37’ Pietranera 82’ Antonioli |

| Arbitro: | Tonolini (Milano) |

|                                                                |           |             |
| Pietranera 7’, goal’ (85) Centofanti 61’ (rig.) A. Maniero 74’ | Marcatori | 86’ Bertani |

| Arbitro: | Siragusa (Acireale) |

|                         |           |  |
| Bonazzi 18’ Araboni 88’ | Marcatori |  |

| Arbitro: | De Marco (Chiavari) |

|                               |           |                     |
| Pellizzaro 10’ Sinigaglia 41’ | Marcatori | 67’ (rig.) Fioretti |

| Arbitro: | Vicinanza (Albenga) |

|  |           |              |
|  | Marcatori | 11’ Ginestra |

| Treviso 17 febbraio 2002 24ª giornata | Treviso         | 0 – 0 | Padova | Stadio Omobono Tenni\| Arbitro: \| Ioseffi (Siena) \| |
| Arbitro:                              | Ioseffi (Siena) |       |        |                                                       |

| Padova 3 marzo 2002 25ª giornata | Padova              | 0 – 0 | Monza | Stadio Euganeo\| Arbitro: \| Bernardoni (Modena) \| |
| Arbitro:                         | Bernardoni (Modena) |       |       |                                                     |

| Arbitro: | Tonolini (Milano) |

|  |           |                        |
|  | Marcatori | 15’ Alteri 74’ Ruotolo |

| Arbitro: | Tonin (Piombino) |

|           |           |                                           |
| Loria 88’ | Marcatori | 18’, 44’, 50’ Ginestra 71’ (aut.) Zanardo |

| Arbitro: | Bergonzi (Genova) |

|               |           |  |
| Ferronato 33’ | Marcatori |  |

| Arbitro: | Giachero (Pinerolo) |

|                 |           |                                           |
| Maffioletti 36’ | Marcatori | 31’ Centofanti 58’ Ginestra 71’ Ferronato |

| Arbitro: | Ciampi (Pisa) |

|                                           |           |               |
| Centofanti 32’ Antonioli 40’ Ginestra 48’ | Marcatori | 77’ Chiaretti |

| Arbitro: | Vicinanza (Albenga) |

|                           |           |                |
| Frati 32’ Guariniello 38’ | Marcatori | 89’ Pietranera |

| Arbitro: | Squillace (Catanzaro) |

|                              |           |                                |
| Ferronato 21’ Pietranera 37’ | Marcatori | 11’ Rinaldini 39’ Fava Passaro |

| Arbitro: | M. Mazzoleni (Bergamo) |

|            |           |  |
| Pisano 45’ | Marcatori |  |

| Arbitro: | De Marco (Chiavari) |

|                                                  |           |              |
| Recchi 23’ Robert 35’ Ferronato 57’ Ginestra 66’ | Marcatori | 12’ Guidetti |

### Coppa Italia Serie C

#### Girone D
| Padova 12 agosto 2001 1ª giornata | Padova                  | 0 – 0 | Südtirol | Stadio Euganeo\| Arbitro: \| Zanzi (Lugo di Romagna) \| |
| Arbitro:                          | Zanzi (Lugo di Romagna) |       |          |                                                         |

| Arbitro: | Belloli (Bergamo) |

|                                      |           |  |
| Bacis 18’ Boscolo 21’ Abbruscato 90’ | Marcatori |  |

| Arbitro: | Battistella (Conegliano) |

|                |           |  |
| Sinigaglia 16’ | Marcatori |  |

| 26 agosto 2001 4ª giornata |  | – Turno di riposo Padova |  |  |

| Arbitro: | Padovan (Conegliano) |

|                            |           |                    |
| Mazzuccato 77’ (rig.), 86’ | Marcatori | 23’ (aut.) Lazzaro |

## Statistiche

### Statistiche dei giocatori
10 reti
- Michele Pietranera

7 reti
- Felice Centofanti
- Ciro Ginestra

5 reti
- Alessandro Ferronato

3 reti
- Davide Sinigaglia

2 reti
- Paolo Antonioli
- Andrea Maniero

1 rete
- Robert Anderson Cavalheiro
- Emanuele Pellizzaro
- Valeriano Recchi
- Lorenzo Rossetti
- Renzo Tasso